# Gelijnde zeggemineermot
De gelijnde zeggemineermot (Elachista arnoldi) is een vlinder uit de familie grasmineermotten (Elachistidae). De wetenschappelijke naam is voor het eerst geldig gepubliceerd in 1993 door Koster.
De soort komt voor in Europa.